# Золотая лихорадка (телеигра)
«Золотая лихорадка» — интеллектуальное телешоу, демонстрировавшееся на канале ОРТ с 8 октября 1997 по 21 ноября 1998 года. Повторялись выпуски с 25 февраля 2014 по 30 января 2016 года на канале «Вопросы и ответы». Автор и ведущий — Леонид Ярмольник.

Леонид Ярмольник, ведущий

## Антураж и правила
Ведущий, Леонид Ярмольник, в роли дьявола отделён от игроков решёткой, по которой в основном и переползает. Основной ассистент ведущего — карлик в плаще с капюшоном, напоминающий о шоу «Форт Боярд», появляется с пятого выпуска программы. Роль карликов играли Валерий Светлов и Владимир Фёдоров.
Игра состоит из трёх раундов. Формат заданий, состоящий в полном перечислении максимально возможного числа элементов заданого списка с ограничениями времени на размышление, напоминает игру в «города». Вопросы викторины затрагивали различные области деятельности человека: науку, искусство, культуру.

### Призы
- Унция серебра
- Унция золота
- Килограмм золота
- Главный приз суперфинала — пуд золота (16 кг)

### Отборочный тур
В каждой игре принимало участие порядка 30 человек. Ведущий давал задание, которое заключалось в перечислении всех элементов из какого-либо списка (Например, «Назовите все страны Африки» или «Назовите всех российских игроков НХЛ»). Кто-либо из игроков мог поднять карточку с номером и назвать свой вариант. Если он присутствует в этом списке, то игрок становился лидером, и другие игроки имели право назвать свой ответ.
В случае долгой паузы или обилия неправильных ответов ведущий запускал 15 секунд, в течение которых любой другой игрок мог попытаться ответить и забрать право лидерства себе. Если ответ игрока был верен, то этот игрок становился лидером, а счетчик времени сбрасывался, если же нет, то этот игрок терял право ответа до тех пор, пока кто-либо из его соперников не давал своей версии. Иногда для упрощения задачи игрокам ведущий сам называл один правильный ответ. Раунд заканчивался в случае, если:
- Истекали 15 секунд
- Были названы все элементы
- Было дано 3 неверных ответа подряд

Тогда текущий лидер выходил в полуфинал, а также получал небольшую серебряную пластинку (так называемую «унцию серебра»). После этого разыгрывалось ещё 2 тура по аналогичным правилам, в результате чего определялось 3 полуфиналиста.

### Полуфинал
Правила полуфинала аналогичны правилам отборочного тура, за исключением того, что время на раздумье увеличивалось до 30 секунд. Победитель выходил в финал, а также получал «унцию золота».

### Финал
Игрок оставался наедине с Ярмольником. В финале ему нужно было в одиночку назвать все элементы из заданного списка. На размышление давалась минута. В случае верно названного элемента минута сбрасывалась, в случае неверного — ничего не происходило. Иногда ведущий давал финалисту поблажку, чтобы для прохождения назвать число предметов из определённого списка в уменьшенном количестве. Если игрок справлялся с заданием, то он получал золотой слиток весом в 1 килограмм. Игрок имел право обменять выигранное золото на настоящие российские рубли.

## Финал цикла
15 финалистов отборочных игр встречались в суперфинале цикла. Он проводился по тем же правилам, что и обычная игра, за тем лишь исключением, что победитель игры получал пуд золота — 16 килограммов. В суперфинале третьего цикла ведущий изменил правила: тогда за победу в отборочном туре игроки получали уже унцию золота, а за победу во втором туре — золотой килограмм. Было проведено три суперфинала. В третьем суперфинале в ноябре 1998 года победительница получила главный приз, назвав все 12 произведений в цикле «Времена года» П. И. Чайковского. В предыдущих суперфиналах игроки не смогли полностью ответить на вопросы «Назовите всех генералиссимусов XX века» и «Назовите все месяцы французского республиканского календаря» (участница не назвала ни одного).

## Финансовая сторона
- По курсу 1997—1998 годов унция серебра стоила около $5, унция золота — примерно $300, а килограмм — $9 650. По словам самого Ярмольника, золотые слитки только показывались в передаче, а призы выплачивались деньгами, так как за приз в виде слитка золота выплачивался двойной налог: сначала программой, а затем игроком[4]. Квартальный бюджет программы составлял около 700 тысяч долларов[5].
- Игра была закрыта в 1998 году из-за финансового кризиса. Как вспоминал ведущий, «мне было сказано, что она несовершенна и слишком помпезна. Главным же аргументом было то, что в стране людям не платят зарплату, а у меня в программе идут золотые дожди»[4]. В дальнейшем Ярмольник говорил, что из всех передач, которые он вёл (включая «L-клуб», «Отель» и «Гараж»), «Золотая лихорадка» нравится ему больше всего: «Она настолько остра по форме, что, по-моему, её время на ТВ ещё не пришло. Там я играл Дьявола, и это было клёво»[6].
- По образцу «Золотой лихорадки» была создана игра «Гараж», выходившая в 2000 году на РТР: правила почти не отличались от оригинала, а в качестве главного приза разыгрывался автомобиль[7][8].